# Acontia bilineata
Acontia bilineata là một loài bướm đêm trong họ Noctuidae.